# The Orwells
The Orwells — американская музыкальная инди-рок группа из города Элмхерст, Иллинойс, который является западным пригородом города Чикаго. Группа известна своей песней «Who Needs You», которая прозвучала на ток-шоу Late Show with David Letterman, звучала на радиостанции «Vinewood Boulevard Radio» в игре «Grand Theft Auto V» и была показана в рекламном ролике Apple для iPad Air 2. Группа записывалась на лейбле «Autumn Tone», но в данный момент записывается на другом лейбле под названием «Atlantic Records».

## Состав группы
Марио Куомо (вокалист)
Доминик Корсо (гитарист)
Грант Бриннер (бас-гитарист)
Генри Бриннер (барабанщик)